# Fuerza Quds
La Fuerza Quds (en persa: سپاه قدس‎ sepāh-e qods) es una división de los Cuerpos de la Guardia Revolucionaria Islámica especializada en  Guerra asimétrica  y operaciones de inteligencia militar. Es la responsable de llevar a cabo operaciones extraterritoriales. La Fuerza Quds apoya a actores estatales y milicias de diversos países (no estatales), como en Líbano a Hezbollah, Hamás y la Jihad en Palestina, los hutíes de Yemen, y los milicianos chiíes en  Irak, Siria y Afganistán.
Se estima que el número de efectivos oscila entre los 7000 y los 10.000. La Fuerza Quds reporta directamente al Líder Supremo de Irán, Ayatolá Jamenei. Fue comandada por el general Qasem Soleimani hasta que fue asesinado en un ataque con drones de las fuerzas armadas de Estados Unidos en el aeropuerto internacional de Bagdad (Irak) el 3 de enero de 2020. El Brigadier General Ismail Ghaani fue designado comandante de la Fuerza Quds el mismo día.

## Historia y misión
La Fuerza Quds fue creada durante la Guerra Irán-Irak como una unidad especial de los amplios Cuerpos de la Guardia Revolucionaria Islámica. Se le asignó como misión liberar las tierras musulmanas, especialmente Al-Quds, de donde toman su nombre, literalmente "Fuerza Jerusalén".
Sin embargo, tras la guerra, las fuerzas Quds se constituyeron como unidad para operar, principalmente, en el extranjero. En las últimas décadas han instruido, financiado y apoyado a milicias como Hezbolá en el Líbano, Hamás en el Estado de Palestina o los Houthis en Yemen.